# Летягино (Челябинская область)
Летя́гино — посёлок в Южноуральском городском округе Челябинской области.

## География
Расположен в 10 км от города Южноуральска.

## История
Поселок основан в конце XIX в. в черте Нижнеувельского станичного юрта 3-го военного отдела Оренбургского казачьего войска (Троицкий уезд Оренбургской губернии). Первоначачально назывался хутором Летягиным по фамилии первопоселенца. По данным переписи, в 1926 г. хутор относился к Нижнеувельскому сельсовету Увельского района Троицкого округа Уральской обл., состоял из 14 дворов (40 жителей, в основном русские). Позднее входил в состав Тогузакского, затем Родниковского сельсоветов Троицкого района. С 2005 г. входит в состав Южноуральского городского округа. В советский период на его территории располагалось 3-е отделение совхоза «Карсинский», образованного в 1942 г. после реорганизации совхоза «Троицкий». В 1989 г. на базе отделения создано подсобное хозяйство «Летягино».

## Население
| 2002 | 2005 | 2006 | 2007 | 2008 | 2009 | 2010 |
| ---- | ---- | ---- | ---- | ---- | ---- | ---- |
| 228  | ↘204 | ↘196 | ↘180 | →180 | ↗199 | ↘153 |
| 2011 | 2012 | 2013 | 2014 | 2015 | 2016 | 2017 |
| ↘151 | ↗154 | ↘151 | ↘147 | ↗157 | ↗163 | ↘151 |
| 2018 | 2019 | 2020 | 2021 |      |      |      |
| →151 | ↘146 | ↘145 | ↘109 |      |      |      |

По данным Всероссийской переписи, в 2010 году численность населения посёлка составляла 153 человека (76 мужчин и 77 женщин).

## Улицы
Уличная сеть посёлка состоит из 4 улиц.